# Mexcalcingo
Mexcalcingo är en ort i Mexiko.   Den ligger i kommunen Chilapa de Álvarez och delstaten Guerrero, i den sydöstra delen av landet, 230 km söder om huvudstaden Mexico City. Mexcalcingo ligger 1 288 meter över havet och antalet invånare är 920.
Terrängen runt Mexcalcingo är varierad. Runt Mexcalcingo är det ganska glesbefolkat, med 43 invånare per kvadratkilometer. Närmaste större samhälle är Acatepec, 11,7 km sydost om Mexcalcingo. I omgivningarna runt Mexcalcingo växer huvudsakligen savannskog.